# 杜米特鲁·波佩斯库
杜米特鲁·波佩斯库（羅馬尼亞語：Dumitru Popescu；1928年4月18日—2024年11月22日），罗马尼亚共产党中央政治执行委员会委员、中央书记处书记，他是最早吹捧齐奥塞斯库夫妇的中央领导人，记者Ioan T. Morar称他是罗马尼亚的戈培尔。

## 生平
1928年，出生于特列奥尔曼县图尔努-默古雷莱市的商人家庭。1947年，在布加勒斯特经济研究学院经济管理系学习。1948年，入团。1950年，在《现代》周刊编辑部任编辑、科长、副总编辑。
1953年，入党。1956年，罗马尼亚劳动青年联盟第二次代表大会，为劳动青年联盟中央执行委员会委员。7月，任劳动青年联盟机关报《青年火花报》总编辑。1960年，任罗马尼亚通讯社社长。1962年，任国家文化和艺术委员会副主席。
1965年，任罗共机关报《火花报》总编辑。7月，罗共九大，为罗共中央委员。1968年，为罗共中央政治执行委员会候补委员。12月，任中央书记处书记。1969年，罗共十大，为罗共中央政治执行委员会委员、中央书记处书记，分管文化、艺术、新闻和意识形态工作。1971年，任罗马尼亚全国广播电视委员会主席。7月，任国家文化和艺术委员会主席。9月，任社会主义文化和教育委员会主席。1974年，罗共十一大，为罗共中央政治执行委员会委员。1975年，任国家文化遗产中央委员会主席。1976年，再任罗马尼亚全国广播电视委员会主席。1977年，负责监督《火花报》、《社会主义时代》杂志、罗马尼亚通讯社的工作。12月，任罗共中央书记处书记兼中央新闻出版和广播电视部部长、新闻出版和印刷协调委员会主席。
1979年，罗共十二大，为罗共中央政治执行委员会委员、政治执行委员会常设局委员、中央书记处书记，主管新闻出版、广播电视和意识形态工作。1981年，任罗共中央“斯特凡·乔治乌”社会经济政治教育研究学院院长。1984年，罗共十三大，为罗共中央政治执行委员会委员。1989年，罗共十四大，仍为罗共中央政治执行委员会委员。12月，罗马尼亚革命，被逮捕。1991年，被释放。1992年，再次入狱，判处有期徒刑14年。1994年，总统特赦出狱。

## 著作
- 《Am fost şi eu cioplitor de himere》
- 《Cronos autodevorându-se》
- 《Elefanţii de porţelan》
- 《Panorama răsturnată a mirajului politic》
- 《Pumnul şi palma (roman)》